# Pi Blanc de Llobets
El Pi Blanc de Llobets (Pinus halepensis) és un arbre que es troba a Sant Jaume dels Domenys (el Baix Penedès), el qual és, possiblement, el pi blanc amb la capçada més ampla de tot Catalunya.

## Dades descriptives
- Perímetre del tronc a 1,30 m: 3,83 m.
- Perímetre de la base del tronc: 4,95 m.
- Alçada: 22,34 m.
- Amplada de la capçada: 27,50 m.
- Altitud sobre el nivell del mar: 213 m.[1]

## Entorn
Està situat en un pla pedregós amb conreu de vinya i ametller. Hi ha poca diversitat botànica. Són comuns el fonoll, la cugula, el blet, la ravenissa groga, la llengua de bou, l'olivarda, l'esparreguera boscana, la gatosa, l'argelaga, el llentiscle, l'ullastre, l'olivera i l'alzina. Quant a fauna, és obvi que alguna au depredadora empra la capçada del pi com a lloc per menjar, ja que a sota no és difícil localitzar-hi restes de colom i tudó. També hi trobem fauna típica dels secans: aloses, cogullades i abellerols de pas. Hi viu el gripau comú.

## Aspecte general
L'arbre està un xic envellit, segurament per les condicions climaticoedàfiques pròpies de la regió, que són força hostils. Tot i això, el pi mostra un bon estat general de salut i vigor. Es poden percebre algunes actuacions de reducció de brancatge força vetustes a la part terminal de les branques baixes, que li han restat una destacable porció de capçada, però que no l'han afectat de manera fitosanitària. A l'interior de la capçada s'hi poden veure les restes d'alguna branca vella trencada fa força anys, segurament a causa de l'acció del vent o d'alguna nevada.

## Accés
A la carretera que duu del poble de Sant Jaume dels Domenys a Aiguaviva i El Pla de Manlleu (TP-2442), pocs metres després d'abandonar el poble, trobem el trencall de les Casetes de Llobets a mà esquerra (punt quilomètric 0,900 aprox.). Un cop trenquem, ja podrem observar ràpidament el pi, el qual és a uns 300 metres del trencall, a peu del camí. GPS 31T 0379007 4573322.